# Kątnik domowy

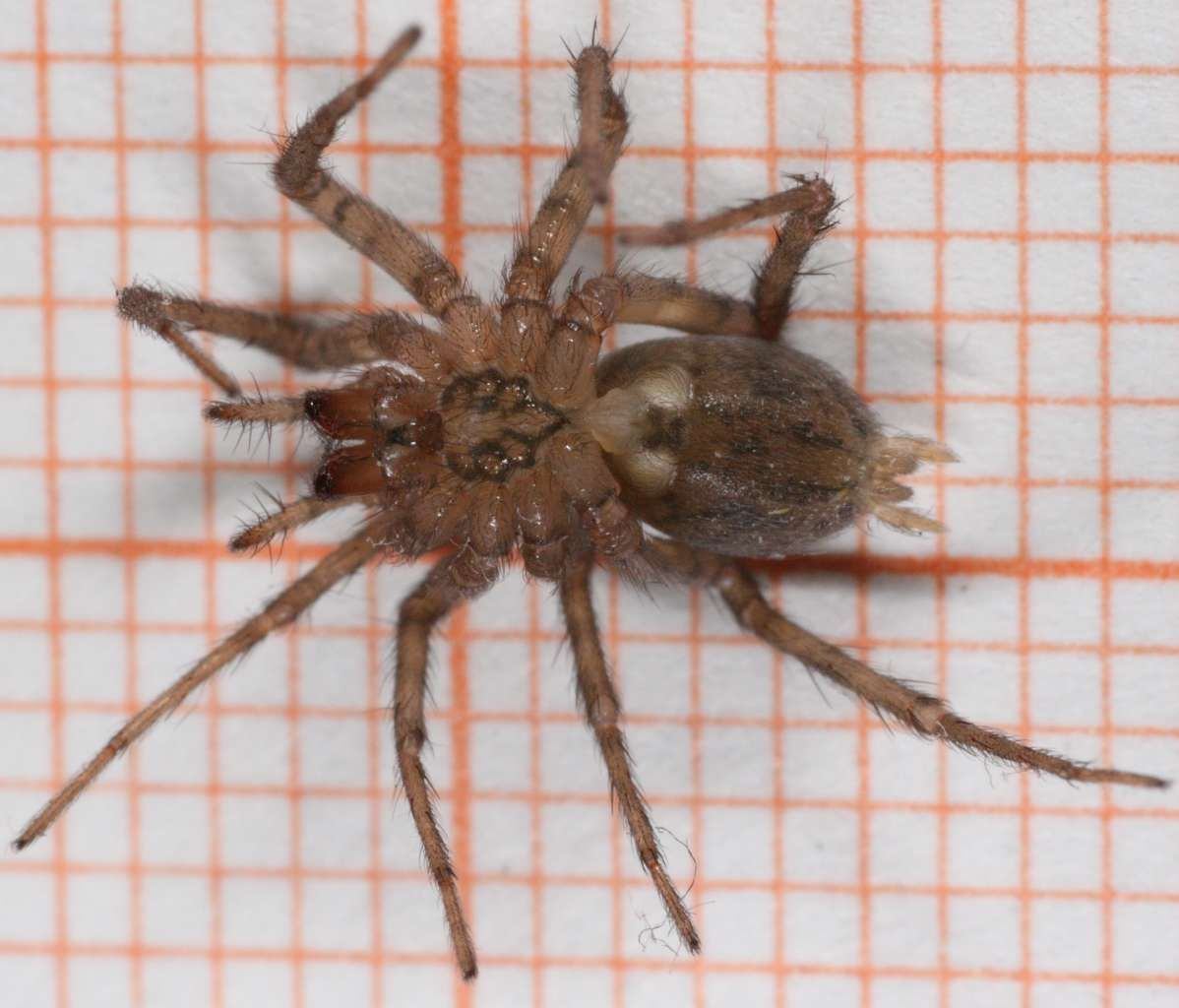
Widok od spodu

Kątnik domowy, kątnik domowy mniejszy (Tegenaria domestica) – gatunek pająka z rodziny lejkowcowatych.
Pająk ten ma karapaks o przyciemnionym brzegu i z dwoma symetrycznymi, podłużnymi pasami na grzbiecie. Przednia krawędź jego szczękoczułków ma 3, a tylna 3–4 zęby. Wzór na sternum składa się z jasnej przepaski środkowej i trzech par symetrycznie rozmieszczonych jasnych kropek. Na przodzie ciemnobrązowawej opistosomy biegnie żółtawa przepaska środkowa, która ku tyłowi przechodzi w szerokie szewrony. Kądziołki przędne tylno-bocznej pary zbudowane są z dwóch takiej samej długości członów, z których nasadowy jest jasny, a szczytowy ciemny. Na odnóżach występuje pierścieniowanie, niekiedy zredukowane do ciemnych kropek na biodrach i dosiebnych częściach ud. Stopy nóg krocznych mają 6–8 trichobotriów, zaś stopy nogogłaszczków są ich pozbawione.
Aparat kopulacyjny samca cechuje kropelkowaty, rozdwojony na końcu konduktor, ścięty embolus oraz apophysis tibialis retrolateralis złożona z dwóch odgałęzień: bocznego w kształcie kła i grzbietowego – szerokiego, silnie zesklerytowanego i skośnie ściętego w części odsiebnej. Samica ma epigyne z błoniastą częścią środkową oraz wklęśniętą przednią krawędzią sklerytu tylnego. Jej wulwa zawiera krótki przewód kopulacyjny, nieregularnie kulistą spermatekę i przewód zapładniający w postaci liściokształtnych przydatek.
Gatunek kosmopolityczny i synantropijny. Jego ojczyzną prawdopodobnie jest Europa. Aktywny nocą. Zasiedla ciemne miejsca, jak kwietniki, stosy drewna, piwnice i ciemne kąty w ludzkich siedzibach. Buduje lejkowate sieci łowne. Jego ukąszenie jest niegroźne.